# 第57届格莱美奖
第57届格莱美奖颁奖典礼于2015年2月8日晚在美国加利福尼亚州洛杉矶斯台普斯中心举办。颁奖典礼由CBS现场直播，由LL Cool J连续第四次主持。本届格莱美奖中的作品须在2013年10月1日至2014年9月30日之间发行才可获得报名资格。最终提名于2014年12月5日CBS的节目和格莱美奖的官方Twitter中公布，山姆·史密斯、碧昂丝和法瑞尔·威廉姆斯三位歌手分别获得六项提名，是本届格莱美奖提名最多的艺人。而山姆·史密斯获得包括“年度制作”、“年度歌曲”和“最佳新人”三个一般类奖项在内的四项大奖，成为当晚的最大赢家，碧昂丝、法瑞尔·威廉姆斯、贝克和罗珊·凯许四人各获得三项大奖位列其后。本届格莱美奖颁发出83个奖项，比前一年增加一项。
MusiCares年度人物于格莱美颁奖前两天的2月6日颁发给鲍勃·迪伦，这项奖项作为“格莱美周”的一部分，与格莱美奖同样由美国国家录音艺术科学学院颁发。

## 电视转播前典礼
格莱美奖的奖项并非全部在颁奖典礼的直播时段颁发。依照以往的惯例，大部分奖项将于正式典礼之前在典礼举办地斯台普斯中心邻近的诺基亚剧院颁发。这一部分的颁奖在正式典礼当天下午举行，没有电视直播，常常被称作“电视转播前典礼”（pre-telecast ceremony）。自本届格莱美奖起，这一部分典礼被正式命名为“首映礼”（Premiere Ceremony）。本届“首映礼”将于太平洋时区2015年2月8日12:30至15:30在诺基亚剧院举行，将颁发约70-73个奖项，这一部分典礼没有电视直播，但在格莱美奖的官方网站上对全球网络直播。

## 奖项与规则变化
本届格莱美奖与以往相比做出了如下部分变化。
在美国根源音乐（America Roots）领域新增了“最佳美国根源音乐表演”（Best American Roots Performance）奖项，该奖项将颁发给传统北美音乐领域的最佳表演者；“福音/当代基督教音乐类”奖项做出调整，以区分传统福音音乐和当代基督教音乐；“最佳流行演奏专辑”更名为“最佳当代器乐专辑”，也因此产生了新的类别“当代器乐类”，同时“最佳传统流行专辑”更改为“流行类”奖项；“最佳古典声乐独唱艺人”更改为“最佳古典声乐演唱专辑”，仅颁发给专辑艺人；确定了“另类音乐类”的官方界定规则；部分奖项的名称也有调整。这些奖项调整使本届格莱美奖的奖项数增加至83项。
此外，本届格莱美奖的多个创作类奖项将首次允许创作中采样了其他歌曲的作品。此前仅有“最佳饶舌歌曲”一个创作类奖项接受采样作品，而本届格莱美奖中包括“年度歌曲”大奖在内的所有创作类奖项将全部开始接受采样作品。

## 现场表演
| 表演艺人                         | 表演歌曲                               |
| -------------------------------- | -------------------------------------- |
| AC/DC                            | Rock or Bust Highway to Hell           |
| 爱莉安娜·格兰德                  | Just a Little Bit of Your Heart        |
| 汤姆·琼斯 洁西 J                 | You've Lost That Lovin' Feelin'        |
| 米兰达·兰伯特                    | Little Red Wagon                       |
| 坎耶·韦斯特                      | Only One                               |
| 麦当娜                           | Living for Love                        |
| 艾德·希兰 约翰·梅尔              | Thinking Out Loud                      |
| 電光交響樂團                     | Evil Woman Mr. Blue Sky                |
| 亚当·列维 格温·史蒂芬妮          | My Heart Is Open                       |
| Hozier 安妮·蓝妮克丝             | Take Me to Church I Put a Spell on You |
| 法瑞尔·威廉姆斯 郎朗             | Happy                                  |
| 凯蒂·派瑞                        | By the Grace of God                    |
| 托尼·班尼特 Lady Gaga            | Cheek to Cheek                         |
| 亚瑟小子                         | If It's Magic                          |
| 埃里克·彻奇                      | Give Me Back My Hometown               |
| 布兰迪·克拉克 德怀特·尤卡姆      | Hold My Hand                           |
| 蕾哈娜 坎耶·韦斯特 保罗·麦卡特尼 | FourFiveSeconds                        |
| 山姆·史密斯 玛丽·布莱姬          | Stay with Me                           |
| 璜斯                             | Juntos (Together)                      |
| 希雅                             | Chandelier                             |
| 贝克 克里斯·马丁                 | Heart is a Drum                        |
| 碧昂丝                           | Take My Hand, Precious Lord            |
| 约翰传奇 凡夫俗子                | Glory                                  |

在颁奖典礼中，播出了一段美国总统贝拉克·奥巴马预先录制的视频，他在视频中呼吁人们关注受到家庭暴力的妇女。随后一位亲历家庭暴力的受害者和社会运动家布鲁克·阿克斯特尔（Brooke Axtell）讲述了自己遭受家庭暴力的经历，引起人们关注遭遇同样压迫的受害者、反抗家庭暴力的暴行，呼吁受害者及时寻求帮助，就此引出了凯蒂·派瑞表演献给受害者的歌曲《By the Grace of God》。

## 奖项及提名
本届格莱美奖中有资格报名的作品须在2013年10月1日至2014年9月30日之间发行。大部分奖项的提名于2014年12月5日通过CBS的早间节目以及格莱美奖的官方Twitter账号公布，“年度专辑”的提名则于同一天晚间播出的特别演唱会《格莱美圣诞之夜特别节目》上公布。以下列出各项奖项的提名名单，粗体显示为获奖者：

### 一般类
年度制作
- 《Stay with Me》 – 山姆·史密斯
  - 制作人：Steve Fitzmaurice, Rodney Jerkins & Jimmy Napes；录音师/混音师：Steve Fitzmaurice, Jimmy Napes & Steve Price；母带工程师：Tom Coyne
- 《Fancy》 – 伊基·阿塞莉娅 feat. 查莉XCX
  - 制作人：The Arcade & The Invisible Men；录音师/混音师：Anthony Kilhofler & Eric Weaver；母带工程师：Miles Showell
- 《Chandelier》 – 希雅
  - 制作人：Greg Kurstin & Jesse Shatkin；录音师/混音师：Greg Kurstin, Manny Marroquin & Jesse Shatkin；母带工程师：Emily Lazar
- 《Shake It Off》 – 泰勒·斯威夫特
  - 制作人：Max Martin & Shellback；录音师/混音师：Serban Ghenea, John Hanes, Sam Holland & Michael Ilbert；母带工程师：Tom Coyne
- 《All About That Bass》 – 梅根·崔娜
  - 制作人：Kevin Kadish；录音师/混音师：Kevin Kadish；母带工程师：Dave Kutch

年度专辑
- 《Morning Phase》 – 贝克
  - 制作人：Beck Hansen；录音师/混音师：Tom Elmhirst, David Greenbaum, Florian Lagatta, Cole Marsden, Greif Neill, Robbie Nelson, Darrell Thorp, Cassidy Turbin & Joe Visciano；母带工程师：Bob Ludwig
- 《绝对碧昂丝》 – 碧昂丝
  - 合作艺人：奇马曼达·南戈齐·阿迪奇, 德雷克, Jay Z & 弗兰克·奥申；制作人：Ammo, Boots, Noel "Detail" Fisher, Jerome Harmon, Hit-Boy, 碧昂丝·诺利斯, Terius "The Dream" Nash, Caroline Polachek, Rey Reel, Noah "40" Shebib, Ryan Tedder, 提姆巴兰, 贾斯汀·汀布莱克, Key Wane & 法瑞尔·威廉姆斯；录音师/混音师：Boots, Noel Cadastre, Noel "Gadget" Campbell, 罗布·科恩, Andrew Coleman, Chris Godbey, Justin Hergett, James Krausse, Mike Larson, Jonathan Lee, Tony Maserati, Ann Mincieli, Caroline Polachek, Andrew Scheps, Bart Schoudel, Noah "40" Shebib, Ryan Tedder, Stuart White & Jordan "DJ Swivel" Young；母带工程师：Tom Coyne, James Krausse & Aya Merrill
- 《x》 – 紅髮艾德
  - 制作人：Jeff Bhasker, Benny Blanco, Jake Gosling, Johnny McDaid, Rick Rubin & 法瑞尔·威廉姆斯；录音师/混音师：Andrew Coleman, Jake Gosling, Matty Green, William Hicks, Tyler Sam Johnson, Jason Lader, Johnny McDaid, Chris Scafani, Mark Stent & Geoff Swan；母带工程师：Stuart Hawkes
- 《In the Lonely Hour》 – 山姆·史密斯
  - 制作人：Steve Fitzmaurice, Komi, Howard Lawrence, Zane Lowe, Mojam, Jimmy Napes, Naughty Boy, Fraser T Smith, Two Inch Punch & Eg White；录音师/混音师：Michael Angelo, Graham Archer, Steve Fitzmaurice, Simon Hale, Darren Heelis, James Murray, Jimmy Napes, Mustafa Omer, Dan Parry, Steve Price & Eg White；母带工程师：Tom Coyne & Stuart Hawkes
- 《G I R L》 – 法瑞尔·威廉姆斯
  - 合作艺人：艾莉西亚·凯斯 & 贾斯汀·汀布莱克；制作人：法瑞尔·威廉姆斯；录音师/混音师：Leslie Brathwaite, Adrian Breakspear, Andrew Coleman, Jimmy Douglas, Hart Gunther, Mick Guzauski, Florian Lagatta, Mike Larson, Stephanie McNally, Alan Meyerson, Ann Mincieli & Kenta Yonesaka；母带工程师：Bob Ludwig

年度歌曲
- 《Stay with Me》
  - 词曲作者：James Napier, William Phillips & 山姆·史密斯 （山姆·史密斯演唱）
- 《All About That Bass》
  - 词曲作者：Kevin Kadish & 梅根·崔娜 （梅根·崔娜演唱）
- 《Chandelier》
  - 词曲作者：希雅·富勒 & Jesse Shatkin （希雅演唱）
- 《Shake It Off》
  - 词曲作者：泰勒絲, 马克斯·马丁& Shellback （泰勒絲演唱）
- 《Take Me to Church》
  - 词曲作者：Andrew Hozier-Byrne（英语：Hozier (musician)）（Hozier（英语：Hozier (musician)）演唱）

最佳新人
- 山姆·史密斯
- 伊基·阿塞莉娅
- 巴士底樂團
- 布兰迪·克拉克（英语：Brandy Clark）
- 海慕乐队

### 流行类
最佳流行歌手
- 《Happy (Live)》 – 法瑞尔·威廉姆斯
- 《All of Me (Live)》 – 約翰傳奇
- 《Chandelier》 – 希雅
- 《Stay with Me》 – 山姆·史密斯
- 《Shake It Off》 – 泰勒絲

最佳流行组合/团体表演
- 《Say Something》 - 与克里斯蒂娜·阿奎莱拉
- 《Fancy》 - 伊基·阿塞莉娅 feat. 查莉XCX
- 《A Sky Full of Stars》 - 酷玩乐队
- 《Bang Bang》 - 洁西 J、爱莉安娜·格兰德 & 妮琪·米娜
- 《黑马》 - 凯蒂·派瑞 feat. Juicy J

最佳流行演唱专辑
- 《In the Lonely Hour》 – 山姆·史密斯

- 《鬼故事》 – 酷玩乐队
- 《青春大爆炸》 – 麥莉·希拉
- 《My Everything》 – 爱莉安娜·格兰德
-  – 凯蒂·派瑞
- 《x》 – 艾德·希兰

最佳传统流行演唱专辑
- 《Cheek to Cheek》 – 托尼·班尼特 & Lady Gaga
- 《Nostalgia》 – 安妮·蓝妮克丝
- 《Night Songs》 – 巴瑞·曼尼洛
- 《Sending You a Little Christmas》 – 约翰尼·马西斯
- 《Partners》 – 芭芭拉·史翠珊

### 舞曲/电子音乐类
最佳舞曲唱片
- 《Rather Be》 – 潔淨的盜賊 feat. 杰丝·格琳
  - 制作人：Grace Chatto & Jack Patterson；混音师：Wez Clarke & Jack Patterson
- 《Never Say Never》 – 地下室混音小子（英语：Basement Jaxx）
  - 制作人：地下室混音小子；混音师：地下室混音小子
- 《F For You》 – 解密兄弟 feat. 玛丽·布莱姬
  - 制作人：解密兄弟；混音师：解密兄弟
- 《I Got U》 – Duke Dumont（英语：Duke Dumont） feat. Jax Jones（英语：Jax Jones）
  - 制作人：Duke Dumont & Jax Jones；混音师：Tommy Forrest
- 《Faded》 – Zhu（英语：Zhu (musician)）
  - 制作人：Zhu；混音师：Zhu

最佳舞曲/电子音乐专辑
- 《Syro》 – Aphex Twin
- 《While (1<2)》 –
- 《Nabuma Rubberband》 – Little Dragon（英语：Little Dragon）
- 《Do It Again》 – Röyksopp & 蘿蘋
- 《Damage Control》 – Mat Zo（英语：Mat Zo）

### 当代器乐类
最佳当代器乐专辑
- 《Bass & Mandolin》 – 克里斯·泰尔（英语：Chris Thile） & 愛德嘉·邁耶爾（英语：Edgar Meyer）
- 《Wild Heart》 – 明蒂·阿拜尔（英语：Mindi Abair）
- 《Slam Dunk》 – 杰拉德·阿布莱特（英语：Gerald Albright）
- 《Nathan East》 – 内森·伊斯特（Nathan East）
- 《Jazz Funk Soul》 – 杰夫·劳勃（英语：Jeff Lorber）、查克·勒布（英语：Chuck Loeb）与艾夫莱特·哈普（英语：Everette Harp）

### 摇滚类
最佳摇滚表演
- 《Lazaretto》 – 傑克·懷特
- 《Gimme Something Good》 – 萊恩·亞當斯（英语：Ryan Adams）
- 《Do I Wanna Know?》 – 北極潑猴
- 《Blue Moon》 – 贝克
- 《Fever》 – 黑鍵樂團

最佳金属乐表演
- 《The Last In Line》 – 頑強的D
- 《Neon Knights》 – 炭疽樂隊
- 《High Road》 – 大隻佬樂團
- 《Heartbreaker》 – 摩托头
- 《The Negative One》 – 滑結樂團

最佳摇滚歌曲
- 《Ain't It Fun》
  - 词曲作者：海莉·威廉斯 & Taylor York （帕拉莫尔演唱）
- 《Blue Moon》
  - 词曲作者：Beck Hansen （贝克演唱）
- 《Fever》
  - 词曲作者：Dan Auerbach, Patrick Carney & Brian Burton （黑鍵樂團演唱）
- 《Gimme Something Good》
  - 词曲作者：萊恩·亞當斯（英语：Ryan Adams） （萊恩·亞當斯演唱）
- 《Lazaretto》
  - 词曲作者：杰克·怀特 （杰克·怀特演唱）

最佳搖滾專輯
- 《Morning Phase》 – 贝克
- 《Ryan Adams》 – 萊恩·亞當斯（英语：Ryan Adams）
- 《Turn Blue》 – 黑鍵樂團
- 《Hypnotic Eye》 – 湯姆·佩蒂與傷心人樂團
- 《Songs of Innocence》 – U2

### 另类音乐类
最佳另类音乐专辑
- 《St. Vincent》 – 圣文森
- 《This Is All Yours》 – alt-J
- 《Reflektor》 – 拱廊之火
- 《Melophobia》 – 困獸樂團（英语：Cage the Elephant）
- 《Lazaretto》 – 杰克·怀特

### 节奏布鲁斯类
最佳节奏布鲁斯表演
- 《Drunk in Love》 – 碧昂丝 feat. Jay Z
- 《Like This》 – Ledisi（英语：Ledisi）
- 《It's Your World》 – 珍妮佛·哈德遜  feat. 劳·凯利
- 《New Flame》 – 克里斯·布朗 feat. 亚瑟小子 & 瑞克·羅斯
- 《Good Kisser》 – 亚瑟小子

最佳传统节奏布鲁斯表演
- 《Jesus Children》 – 羅伯特·葛拉斯帕實驗樂團（英语：Robert Glasper Experiment） feat. 萊拉·海瑟薇（英语：Lalah Hathaway） & 马尔科姆·扎马·华纳（英语：Malcolm Jamal Warner）
- 《As》 – 玛莎・安柏西丝（英语：Marsha Ambrosius） & 安東尼·漢密爾頓（英语：Anthony Hamilton (musician)）
- 《I.R.S》 – 安吉·费舍尔（Angie Fisher）
- 《Nobody》 – Kem（英语：Kem (singer)）
- 《Hold Up Wait a Minute (Woo Woo)》 – 安东尼可·史密斯（英语：Antonique Smith）

最佳节奏布鲁斯歌曲
- 《Drunk in Love》
  - 词曲作者：Shawn Carter, Rasool Diaz, Noel Fisher, Jerome Harmon, 碧昂丝·诺利斯, Timothy Mosely, Andre Eric Proctor & Brian Soko （碧昂丝 feat. Jay Z演唱）
- 《Good Kisser》
  - 词曲作者：Ronald “Flip” Colson, Warren “Oak” Felder, Usher Raymond IV, Jameel Roberts, Terry “Tru” Sneed & Andrew “Pop” Wansel （亚瑟小子演唱）
- 《New Flame》
  - 词曲作者：Eric Bellinger, 克里斯·布朗, James Chambers, Malissa Hunter, Justin Booth Johnson, Mark Pitts, Usher Raymond IV, William Roberts, Maurice ""Verse"" Simmonds & Keith Thomas （克里斯·布朗 feat. 亚瑟小子 & 瑞克·羅斯演唱）
- 《Options (Wolfjames Version)》
  - 词曲作者：Dominic Gordon, Brandon Hesson, William Roberts & Jamaica ""Kahn-Cept"" Smith （盧克·詹姆斯（英语：Luke James） feat. 瑞克·羅斯演唱）
- 《The Worst》
  - 词曲作者：潔妮愛子 （潔妮愛子（英语：Jhené Aiko）演唱）

最佳当代都市乐专辑
- 《G I R L》 – 法瑞尔·威廉姆斯
- 《Sail Out》 – 潔妮愛子（英语：Jhené Aiko）
- 《绝对碧昂丝》 – 碧昂丝
- 《X》 –  克里斯·布朗
- 《Mali is...》 – Mali Music（英语：Mali Music (singer)）

最佳节奏布鲁斯专辑
- 《Love, Marriage & Divorce》 – 唐妮·布蕾斯顿 & 娃娃脸
- 《Islander》 – Bernhoft（英语：Bernhoft）
- 《Lift Your Spirit》 – 阿洛伊·布萊克
- 《Black Radio 2》 – 羅伯特·葛拉斯帕實驗樂團（英语：Robert Glasper Experiment）
- 《Give The People What They Want》 – 莎朗·瓊斯（英语：Sharon Jones (singer)） & The Dap-Kings（英语：The Dap-Kings）

### 饶舌类
最佳饶舌表演
- 《i》 - 肯德里克·拉马尔
- 《3005》 – Childish Gambino
- 《0 to 100 / The Catch Up》 – 德雷克
- 《Rap God》 – Eminem
- 《All I Need Is You》 – Lecrae

最佳饶舌/演唱合作
- 《怪兽》 – Eminem feat. 蕾哈娜
- 《Blak Majik》 – 凡夫俗子 feat. 洁妮爱子（英语：Jhené Aiko）
- 《Tuesday》 – ILoveMakonnen（英语：ILoveMakonnen） feat. 德雷克
- 《Studio》 – Schoolboy Q（英语：Schoolboy Q） feat. BJ the Chicago Kid（英语：BJ the Chicago Kid）
- 《Bound 2》 – 肯伊·威斯特 feat. 查理·威尔森（英语：Charlie Wilson (singer)）

最佳饶舌歌曲
- 《i》
  - 词曲作者：Kendrick Duckworth & Columbus Smith III （肯德里克·拉马尔演唱）
- 《Anaconda》
  - 词曲作者：Ernest Clark, Jamal Jones, Onika Maraj, Marcos Palacios & Jonathan Solone-Myvett （妮琪·米娜演唱）
- 《Bound 2》
  - 词曲作者：Mike Dean, Malik Jones, Che Pope, Elon Rutberg, Sakiya Sandifer, John Stephens, 肯伊·威斯特, 查理·威尔森 & Cydel Young （肯伊·威斯特 feat. 查理·威尔森（英语：Charlie Wilson (singer)）演唱）
- 《We Dem Boyz》
  - 词曲作者：Noel Fisher & Cameron Thomaz （维兹·卡利法演唱）
- 《0 to 100 / The Catch Up》
  - 词曲作者：A. Feeney, Aubrey Graham, A. Hernandez, P. Jefferies, Matthew Samuels & Noah Shebib （德雷克演唱）

最佳饶舌专辑
- 《超級大痞子二部曲》 - Eminem
- 《The New Classic》 - 伊基·阿塞莉娅
- 《Because the Internet》 - Childish Gambino
- 《Nobody's Smiling》 - 凡夫俗子
- 《Oxymoron》 - Schoolboy Q（英语：Schoolboy Q）
- 《Blacc Hollywood》 - 维兹·卡利法

### 乡村类
最佳乡村歌手
- 《Something in the Water》 - 卡麗·安德伍
- 《Give Me Back My Hometown》 - 埃里克·彻奇
- 《Invisible》 - 亨特·海耶斯
- 《Automatic》 - 米兰达·兰伯特
- 《Cop Car》 - 凯斯·艾尔本

最佳乡村组合/团体表演
- 《Gentle on My Mind》 - The Band Perry
- 《Somethin' Bad》 - 米兰达·兰伯特与卡麗·安德伍
- 《Day Drinking》 - Little Big Town（英语：Little Big Town）
- 《Meanwhile Back at Mama's》 - 提姆·麥克羅 feat. 菲丝·希尔
- 《Raise 'Em Up》 - 凯斯·艾尔本 feat. 埃里克·彻奇

最佳乡村歌曲
- 《I'm Not Gonna Miss You》
  - 词曲作者：格伦·坎贝尔 & Julian Raymond （格伦·坎贝尔演唱）
- 《American Kids》
  - 词曲作者：Rodney Clawson, Luke Laird & Shane McAnally （肯尼·切斯尼演唱）
- 《Automatic》
  - 词曲作者：Nicolle Galyon, Natalie Hemby & 米兰达·兰伯特 （米兰达·兰伯特演唱）
- 《Give Me Back My Hometown》
  - 词曲作者：埃里克·彻奇 & Luke Laird （埃里克·彻奇演唱）
- 《Meanwhile Back at Mama's》
  - 词曲作者：Tom Douglas, Jaren Johnston & Jeffrey Steele （提姆·麥克羅 feat. 菲丝·希尔演唱）

最佳乡村专辑
- 《Platinum》 – 米兰达·兰伯特
- 《Riser》 – 德克斯·本特利
- 《The Outsiders》 – 埃里克·彻奇
- 《12 Stories》 – 布兰迪·克拉克（英语：Brandy Clark）
- 《The Way I'm Livin'》 – 李·安·沃马克（英语：Lee Ann Womack）

### 新世纪音乐类
最佳新世纪音乐专辑
- 《Winds Of Samsara》 – Ricky Kej & Wouter Kellerman
- 《Bhakti》 – 保罗·阿夫格里诺斯（英语：Paul Avgerinos）
- 《Ritual》 – 彼得·卡特尔（英语：Peter Kater） & R. Carlos Nakai
- 《Symphony Live In Istanbul》 – 喜多郎
- 《In Love And Longing》 – Silvia Nakkach & David Darling

### 爵士类
最佳爵士即兴独奏
- 《Fingerprints》
  - 演奏：奇克·柯瑞亞
- 《The Eye Of The Hurricane》
  - 演奏：肯尼·巴隆（英语：Kenny Barron）
- 《You & The Night & The Music》
  - 演奏：弗雷德·赫希（英语：Fred Hersch）
- 《Recorda Me》
  - 演奏：喬·洛瓦諾
- 《Sleeping Giant》
  - 演奏：布拉德·梅尔道（英语：Brad Mehldau）

最佳爵士演唱专辑
- 《Beautiful Life》 – 黛安·瑞芙（英语：Dianne Reeves）
- 《Map To The Treasure: Reimagining Laura Nyro》 – （比利·查爾茲（英语：Billy Childs）与）群星
- 《I Wanna Be Evil》 – 蕾内·玛丽（英语：René Marie）
- 《Live In NYC》 – 格雷琴·帕拉托（英语：Gretchen Parlato）
- 《Paris Sessions》 – 蒂尔尼·萨顿（英语：Tierney Sutton）

最佳爵士演奏专辑
- 《Trilogy》 – 奇克·柯瑞亞三重奏
- 《Landmarks》 – 布萊恩·布雷德（英语：Brian Blade）與夥伴樂團
- 《Floating》 – 弗雷德·赫希（英语：Fred Hersch）三重奏
- 《Enjoy The View》 – 鲍比·哈彻森（英语：Bobby Hutcherson）、大衛·山朋、喬伊·迪佛朗西斯科（英语：Joey DeFrancesco） feat. 比利·哈特（英语：Billy Hart）
- 《All Rise: A Joyful Elegy For Fats Waller》 – 傑森·莫蘭（英语：Jason Moran (musician)）

最佳爵士大乐队专辑
- 《Life In The Bubble》 – Gordon Goodwin's Big Phat Band
- 《The L.A. Treasures Project》 – The Clayton-Hamilton Jazz Orchestra
- 《Quiet Pride: The Elizabeth Catlett Project》 – Rufus Reid
- 《Live: I Hear The Sound》 – Archie Shepp Attica Blues Orchestra
- 《verTime: Music Of Bob Brookmeyer》 – The Vanguard Jazz Orchestra

最佳拉丁爵士专辑
- 《The Offense Of The Drum》 – Arturo O'Farrill & The Afro Latin Jazz Orchestra
- 《The Latin Side Of Joe Henderson》 – 康瑞德·赫維格（英语：Conrad Herwig） feat. 喬·洛瓦諾
- 《The Pedrito Martinez Group》 – The Pedrito Martinez Group
- 《Second Half》 – Emilio Solla Y La Inestable De Brooklyn
- 《New Throned King》 – Yosvany Terry

### 福音/当代基督教音乐类
最佳福音表演/歌曲
- 《No Greater Love》
  - 演唱：Smokie Norful（英语：Smokie Norful）；词曲作者：Aaron W. Lindsey & Smokie Norful
- 《Help》
  - 演唱：艾丽卡·坎贝尔（Erica Campbell） feat. Lecrae；词曲作者：Hasben Jones, Harold Lilly, Lecrae Moore & Aaron Sledge
- 《Sunday A.M. [Live]》
  - 演唱：卡伦·克拉克·希尔德（英语：Karen Clark Sheard）；词曲作者：Rudy Currence & Donald Lawrence
- 《I Believe》
  - 演唱：Mali Music（英语：Mali Music）；词曲作者：Kortney J. Pollard
- 《Love On The Radio》
  - 演唱：The Walls Group；词曲作者：Kirk Franklin

最佳当代基督教音乐表演/歌曲
- 《Messengers》
  - 演唱：Lecrae feat. For King & Country（英语：For King & Country (band)）；词曲作者：Torrance Esmond, Ran Jackson, Ricky Jackson, Kenneth Chris Mackey, Lecrae Moore, Joseph Prielozny, Joel Smallbone & Luke Smallbone
- 《Write Your Story》
  - 演唱：弗朗西斯科·巴蒂斯特莉（英语：Francesca Battistelli）；词曲作者：弗朗西斯科·巴蒂斯特莉, David Arthur Garcia & Ben Glover
- 《Come As You Are》
  - 演唱：Crowder（英语：Crowder (musician)）；词曲作者：Crowder（英语：Crowder (musician)）
- 《Shake》
  - 演唱：憐憫我樂團（英语：MercyMe）；词曲作者：Nathan Cochran, David Arthur Garcia, Ben Glover, Barry Graul, Bart Millard, Soli Olds, Mike Scheuchzer & Robby Shaffer
- 《Multiplied》
  - 演唱：Needtobreathe（英语：Needtobreathe）；词曲作者：Bear Rinehart & Bo Rinehart

最佳福音专辑
- 《Help》 – 艾丽卡·坎贝尔（Erica Campbell）
- 《Amazing [Live]》 – Ricky Dillard & New G
- 《Withholding Nothing [Live]》 – 威廉·麥克道維爾（William McDowell）
- 《Forever Yours》 – Smokie Norful（英语：Smokie Norful）
- 《Vintage Worship》 – 安妮塔·威森（英语：Anita Wilson）

最佳当代基督教音乐专辑
- 《Run Wild. Live Free. Love Strong.》 – For King & Country
- 《If We're Honest》 – Francesca Battistelli
- 《Hurricane》 – Natalie Grant
- 《Welcome To The New》 – MercyMe
- 《Royal Tailor》 – Royal Tailor

最佳福音传统专辑
- 《Shine For All The People》 – 迈克·法里斯（英语：Mike Farris (musician)）
- 《Forever Changed》 – T·格雷厄姆·布朗（英语：T. Graham Brown）
- 《Hymns》 – Gaither Vocal Band（英语：Gaither Vocal Band）
- 《A Cappella》 – The Martins（英语：The Martins）
- 《His Way Of Loving Me》 – 蒂姆·门基斯（英语：Tim Menzies）

### 拉丁音乐类
最佳拉丁流行专辑
- 《Tangos》 – 卢宾·布雷兹
- 《Elypse》 – 卡蜜拉樂團（英语：Camila (band)）
- 《Raíz》 – Lila Downs, Niña Pastori and Soledad
- 《Loco De Amor》 – 璜斯
- 《Gracias Por Estar Aquí》 – 馬克·安東尼奧·索利斯（英语：Marco Antonio Solís）

最佳拉丁摇滚/都市/另类专辑
- 《Multiviral》 – 十三街奇蹟雙人組（英语：Calle 13 (band)）
- 《Behind The Machine (Detrás De La Máquina)》 – ChocQuibTown（英语：ChocQuibTown）
- 《Bailar En La Cueva》 – 荷西·德克勒
- 《Agua Maldita》 – Molotov（英语：Molotov (band)）
- 《Vengo》 – Ana Tijoux（英语：Ana Tijoux）

最佳墨西哥乐/徳亚诺专辑
- 《Mano A Mano - Tangos A La Manera De Vicente Fernández》 – Vicente Fernández（英语：Vicente Fernández）
- 《Lastima Que Sean Ajenas》 – 佩佩·阿吉拉爾（英语：Pepe Aguilar）
- 《Voz Y Guitarra》 – Ixya Herrera
- 《15 Aniversario》 – Mariachi Divas De Cindy Shea（英语：Mariachi Divas De Cindy Shea）
- 《Alegría Del Mariachi》 – Mariachi Los Arrieros Del Valle

最佳热带拉丁乐专辑
- 《Más + Corazón Profundo》 – Carlos Vives（英语：Carlos Vives）
- 《50 Aniversario》 – El Gran Combo De Puerto Rico
- 《First Class To Havana》 – Aymee Nuviola
- 《Live》 – Palo!
- 《El Asunto》 – Totó La Momposina（英语：Totó La Momposina）

### 美国本土音乐类
最佳美国根源音乐表演
- 《A Feather's Not a Bird》 – 羅珊·凱許（英语：Rosanne Cash）
- 《Statesboro Blues》 – 格雷格·奧爾曼 & 泰基·馬哈（英语：Taj Mahal (musician)）
- 《And When I Die》 – 比利·查尔兹（英语：Billy Childs） feat. 艾莉森·克勞絲 & 傑里·道格拉斯（英语：Jerry Douglas）
- 《The Old Me Better》 – Keb' Mo' feat. The California Feetwarmers
- 《Destination》 – Nickel Creek（英语：Nickel Creek）

最佳美国根源音乐歌曲
- 《A Feather's Not a Bird》
  - 词曲作者：羅珊·凱許（英语：Rosanne Cash） & John Leventhal （羅珊·凱許演唱）
- 《Just So Much》
  - 词曲作者：傑西·溫徹斯特 （傑西·溫徹斯特演唱）
- 《The New York Trains》
  - 词曲作者：伍迪·蓋瑟瑞 & 德爾·麥考力（英语：Del McCoury） （德尔·麦考力乐队（英语：Del McCoury Band）演唱）
- 《Pretty Little One》
  - 词曲作者：伊迪·布凱爾（英语：Edie Brickell） & 史提夫·馬丁 （史提夫·馬丁与Steep Canyon Rangers（英语：Steep Canyon Rangers） feat. 伊迪·布凱爾演唱）
- 《Terms of My Surrender》
  - 词曲作者：約翰·希亞特（英语：John Hiatt） （約翰·希亞特演唱）

最佳美国本土音乐专辑
- 《The River & the Thread》 – 羅珊·凱許（英语：Rosanne Cash）
- 《Terms of My Surrender》 – 約翰·希亞特（英语：John Hiatt）
- 《BluesAmericana》 – Keb' Mo'
- 《A Dotted Line》 – Nickel Creek（英语：Nickel Creek）
- 《Metamodern Sounds in Country Music》 – 斯德吉尔·辛普森（英语：Sturgill Simpson）

最佳蓝草专辑
- 《The Earls of Leicester》 – The Earls of Leicester
- 《Noam Pikelny Plays Kenny Baker Plays Bill Monroe》 – Noam Pikelny（英语：Noam Pikelny）
- 《Cold Spell》 – Frank Solivan & Dirty Kitchen
- 《Into My Own》 – 布萊恩·薩頓（英语：Bryan Sutton）
- 《Only Me》 – 朗达·文森（英语：Rhonda Vincent）

最佳布鲁斯专辑
- 《Step Back》 – 強尼·溫特（英语：Johnny Winter）
- 《Common Ground: Dave Alvin & Phil Alvin Play and Sing the Songs of Big Bill Broonzy》 – 戴夫·阿爾文（英语：Dave Alvin） & 菲爾·阿爾文（英语：Phil Alvin）
- 《Promise of a Brand New Day》 – 鲁茜·福斯特（英语：Ruthie Foster）
- 《Juke Joint Chapel》 – 查理·馬索懷特（英语：Charlie Musselwhite）
- 《Decisions》 – 鲍比·拉什（英语：Bobby Rush (musician)）与Blinddog Smokin'

最佳民俗音乐专辑
- 《Remedy》 – Old Crow Medicine Show（英语：Old Crow Medicine Show）
- 《Three Bells》 – 迈克·奥尔德里奇（英语：Mike Auldridge）、傑里·道格拉斯（英语：Jerry Douglas）、罗勃·伊克斯（英语：Rob Ickes）
- 《Follow the Music》 – 愛麗絲·傑拉德（英语：Alice Gerrard）
- 《The Nocturne Diaries》 – 伊丽莎·吉尔基森（英语：Eliza Gilkyson）
- 《A Reasonable Amount of Trouble》 – 傑西·溫徹斯特

最佳地区根源音乐专辑
- 《The Legacy》  – Jo-El Sonnier
- 《Light the Stars》 – Bonsoir, Catin
- 《Hanu 'A'ala》 – Kamaka Kukona
- 《Love's Lies》 – Magnolia Sisters
- 《Ceremony》 – Joe Tohonnie Jr.

### 雷鬼类
最佳雷鬼专辑
- 《Fly Rasta》 – 理奇·馬利（英语：Ziggy Marley）
- 《Back On the Controls》 – 李·史快奇·派瑞（英语：Lee "Scratch" Perry）
- 《Full Frequency》 – 尚恩·保罗
- 《Out of Many, One Music》 – 夏奇
- 《Reggae Power》 – 史萊與羅比（英语：Sly and Robbie） & Spicy Chocolate
- 《Amid The Noise and The Haste》 – SOJA（英语：SOJA）

### 世界音乐类
最佳世界音乐专辑
- 《Eve》 – 安潔莉克·琪蒂歐
- 《Toumani & Sidiki》 – 圖曼尼·迪亞巴帖（英语：Toumani Diabaté） & 西迪奇·迪亞巴帖（英语：Sidiki Diabaté）
- 《Our World in Song》 – 吴蛮、路爾斯·康特（英语：Luis Conte） & 丹尼爾·何（英语：Daniel Ho）
- 《Magic》 – 塞吉欧·门德斯（英语：Sérgio Mendes）
- 《Traces of You》 – 安諾舒卡·香卡（英语：Anoushka Shankar）

### 儿童类
最佳儿童专辑
- 《我是馬拉拉：一位因爭取教育而改變了世界的女孩（马拉拉·优素福扎伊）》（I Am Malala: How One Girl Stood Up For Education And Changed The World (Malala Yousafzai)） – Neela Vaswani
- 《Appetite For Construction》 – The Pop Ups（英语：The Pop Ups）
- 《Just Say Hi!》 – Brady Rymer And The Little Band That Could
- 《The Perfect Quirk》 – Secret Agent 23 Skidoo（英语：Secret Agent 23 Skidoo）
- 《Through The Woods》 – The Okee Dokee Brothers（英语：The Okee Dokee Brothers）

### 诵读类
最佳诵读专辑（包括诗歌、有声书和故事）
- 《Diary of a Mad Diva》 – 琼·里弗斯
- 《Actors Anonymous》 – 詹姆斯·法蘭科
- 《A Call to Action》 – 吉米·卡特
- 《Carsick: John Waters Hitchhikes Across America》 – 約翰·沃特斯
- 《A Fighting Chance》 – 伊莉莎白·華倫
- 《We Will Survive: True Stories of Encouragement, Inspiration, and the Power of Song》 – 葛洛莉雅·蓋諾

### 喜剧类
最佳喜剧专辑
- 《Mandatory Fun》 – 「怪人奧爾」揚科維奇
- 《Obsessed》 – 吉姆·加菲根（英语：Jim Gaffigan）
- 《Oh My God》 – 路易·C·K
- 《Tragedy Plus Comedy Equals Time》 – 帕顿·奥斯瓦尔特
- 《'We Are Miracles》 – 莎拉·席爾蔓

### 音乐剧类
最佳音乐剧专辑
- 《Beautiful: The Carole King Musical》
  - 主要独唱：Jessie Mueller；制作人：Jason Howland, Steve Sidwell & Billy Jay Stein（词曲作者：卡洛爾·金）（百老汇原始演出阵容）
- 《Aladdin》
  - 主要独唱：James Monroe Iglehart, Adam Jacobs & Courtney Reed；制作人：Frank Filipetti, Michael Kosarin, Alan Menken & Chris Montan （作曲：Alan Menken；作词：Howard Ashman, Chad Beguelin & Tim Rice）（百老汇原始演出阵容）
- 《A Gentleman's Guide To Love & Murder》
  - 主要独唱：Jefferson Mays & Bryce Pinkham；制作人：Kurt Deutsch & Joel Moss （作词：Robert L. Freedman, Steven Lutvak；作曲：Steven Lutvak）（百老汇原始演出阵容）
- 《Hedwig And The Angry Inch》
  - 主要独唱：Lena Hall & 尼尔·帕特里克·哈里斯；制作人：Justin Craig, Tim O'Heir & Stephen Trask （词曲作者：Stephen Trask）（百老汇原始演出阵容）
- 《西城故事》
  - 主要独唱：Cheyenne Jackson & Alexandra Silber；制作人：Jack Vad （作曲：伦纳德·伯恩斯坦；作词：史蒂芬·桑坦）（Cheyenne Jackson & Alexandra Silber与旧金山交响乐团）

### 影视音乐类
最佳影视原声歌曲专辑
- 《冰雪奇緣》 – 群星
- 《美国骗局》 – 群星
- 《激乐人心（英语：Get on Up (film)）：詹姆斯·布朗的故事》 – 詹姆斯·布朗
- 《银河护卫队：劲歌金曲第一辑》 – 群星
- 《华尔街之狼》 – 群星

最佳影视原声配乐专辑
- 《布达佩斯大饭店》
  - 作曲：亚历山大·德斯普拉
- 《冰雪奇缘》
  - 作曲：克里斯托弗·贝克
- 《消失的愛人》
  - 作曲：特倫特·雷澤諾 & 阿提克斯·羅斯
- 《地心引力》
  - 作曲：史蒂文·普赖斯
- 《大夢想家》
  - 作曲：湯瑪斯·紐曼

最佳影视原声歌曲
- 《Let It Go》（出自《冰雪奇缘》）
  - 词曲作者：克里斯汀·安德生-洛佩兹 & 罗伯特·洛佩兹 （伊迪娜·门泽尔演唱）
- 《Everything Is Awesome!!!》（出自《樂高玩電影》）
  - 词曲作者：Joshua Bartholomew, Lisa Harriton, Shawn Patterson, Andy Samberg, Akiva Schaffer & Jorma Taccone （泰根與莎拉feat.寂寞孤岛乐队（英语：The Lonely Island）演唱）
- 《I See Fire》（出自《霍比特人2：史矛革之战》）
  - 词曲作者：艾德·希兰 （艾德·希兰演唱）
- 《I'm Not Gonna Miss You》（出自《格伦·坎贝尔：我就是我（英语：Glen Campbell, I’ll Be Me）》）
  - 词曲作者：格伦·坎贝尔 & Julian Raymond （格伦·坎贝尔演唱）
- 《The Moon Song》 （出自《雲端情人》）
  - 词曲作者：斯派克·琼斯 & Karen O （斯嘉丽·约翰逊 & 瓦昆·菲尼克斯演唱）

### 作曲/编排类
最佳器乐作曲
- 《偷书贼》
  - 作曲：約翰·威廉斯 （約翰·威廉斯演奏）
- 《Last Train To Sanity》
  - 作曲：史丹利·克拉克 （史丹利·克拉克乐队演奏）
- 《Life In The Bubble》
  - 作曲：戈登·古德溫（Gordon Goodwin's Big Phat Band演奏）
- 《Recognition》
  - 作曲：Rufus Reid（Rufus Reid演奏）
- 《Tarnation》
  - 作曲：愛德嘉·邁耶爾（英语：Edgar Meyer） & 克里斯·泰爾（英语：Chris Thile）（克里斯·泰爾与愛德嘉·邁耶爾演奏）

最佳器乐或无伴奏合唱编排
- 《Daft Punk》
  - 编曲：Ben Bram, Mitch Grassi, Scott Hoying, Avi Kaplan, Kirstie Maldonado & Kevin Olusola （Pentatonix表演）
- 《Beautiful Dreamer》
  - 编曲：Pete McGuinness （The Pete McGuinness Jazz Orchestra表演）
- 《Get Smart》
  - 编曲：戈登·古德溫 （Gordon Goodwin's Big Phat Band表演）
- 《Guantanamera》
  - 编曲：Alfredo Rodríguez （Alfredo Rodríguez表演）
- 《Moon River》
  - 编曲：克里斯·瓦尔登（英语：Chris Walden） （Amy Dickson表演）

最佳伴唱器乐编排
- 《New York Tendaberry》
  - 编曲：比利·查尔兹（英语：Billy Childs） （比利·查尔兹 feat. 芮妮·弗萊明 & 马友友）
- 《All My Tomorrows》
  - 编曲：Jeremy Fox （Jeremy Fox feat. Kate McGarry表演）
- 《Goodnight America》
  - 编曲：文斯·門多薩（英语：Vince Mendoza） （Mary Chapin Carpenter表演）
- 《Party Rockers》
  - 编曲：戈登·古德溫 （Gordon Goodwin's Big Phat Band表演）
- 《What Are You Doing The Rest Of Your Life?》
  - 编曲：Pete McGuinness （The Pete McGuinness Jazz Orchestra表演）

### 包装设计类
最佳唱片包装
- 《Lightning Bolt》
  - 艺术总监：Jeff Ament, Don Pendleton, Joe Spix & Jerome Turner （珍珠果酱乐队表演）
- 《寶島賣藥秀》
  - 艺术总监：David Chen & Andrew Wong （泥灘地浪人表演）
- 《Indie Cindy》 
  - 艺术总监：Vaughan Oliver （小妖精樂團表演）
- 《LP1》
  - 艺术总监：FKA Twigs & Phil Lee （FKA Twigs表演）
- 《Whispers》
  - 艺术总监：Sarah Larnach （吟游诗人表演）

最佳盒装或特殊限定版包装
- 《The Rise and Fall of Paramount Records, Volume One (1917-27)》
  - 艺术总监：Susan Archie, Dean Blackwood & Jack White （群星表演）
- 《Cities of Darkscorch》
  - 艺术总监：Leland Meiners & Ken Shipley （群星表演）
- 《A Letter Home》（盒装黑胶唱片）
  - 艺术总监：Gary Burden & Jenice Heo （尼爾·楊表演）
- 《Sparks》（盒装豪华专辑）
  - 艺术总监：Andy Carne （伊莫珍·希普表演）
- 《Spring 1990 (The Other One)》
  - 艺术总监：Jessica Dessner, Lisa Glines, Doran Tyson & Steve Vance （死之華表演）

### 内页设计类
最佳专辑内页
- 《Offering: Live At Temple University》
  - 内页设计：Ashley Kahn （约翰·柯川表演）
- 《Happy: The 1920 Rainbo Orchestra Sides》
  - 内页设计：David Sager （Isham Jones Rainbo Orchestra表演）
- 《I'm Just Like You: Sly's Stone Flower 1969-70》
  - 内页设计：Alec Palao （群星表演）
- 《The Other Side Of Bakersfield: 1950s & 60s Boppers And Rockers From 'Nashville West'》
  - 内页设计：Scott B. Bomar （群星表演）
- 《Purple Snow: Forecasting The Minneapolis Sound》
  - 内页设计：Jon Kirby （群星表演）
- 《The Rise & Fall Of Paramount Records, Volume One (1917-27)》
  - 内页设计：Scott Blackwood （群星表演）

### 历史类
最佳历史专辑
- 《The Garden Spot Programs, 1950》
  - 合辑制作人：Colin Escott & Cheryl Pawelski；母带工程师：Michael Graves （漢克·威廉斯表演）
- 《Black Europe: The Sounds And Images Of Black People In Europe Pre-1927》
  - 合辑制作人：Jeffrey Green, Ranier E. Lotz & Howard Rye；母带工程师：Christian Zwarg （群星表演）
- 《Happy: The 1920 Rainbo Orchestra Sides》
  - 合辑制作人：Meagan Hennessey & Richard Martin；母带工程师：Richard Martin （Isham Jones Rainbo Orchestra表演）
- 《Longing For The Past: The 78 RPM Era In Southeast Asia》
  - 合辑制作人：Steven Lance Ledbetter & David Murray；母带工程师：Michael Graves （群星表演）
- 《There's A Dream I've Been Saving: Lee Hazlewood Industries 1966 - 1971 (Deluxe Edition)》
  - 合辑制作人：Hunter Lea, Patrick McCarthy & Matt Sullivan；母带工程师：John Baldwin （群星表演）

### 非古典制作类
最佳非古典錄音工程專輯
- 《Morning Phase》
  - 录音工程师：Tom Elmhirst, David Greenbaum, Florian Lagatta, Cole Marsden, Greif Neill, Robbie Nelson, Darrell Thorp, Cassidy Turbin & Joe Visciano；母带工程师：Bob Ludwig （贝克表演）
- 《Bass & Mandolin》
  - 录音工程师：Richard King & Dave Sinko；母带工程师：Robert C. Ludwig （克里斯·泰尔（英语：Chris Thile）与愛德嘉·邁耶爾（英语：Edgar Meyer）表演）
- 《Bluesamericana》
  - 录音工程师：Ross Hogarth & Casey Wasner；母带工程师：Richard Dodd （Keb' Mo'表演）
- 《The Way I'm Livin'》
  - 录音工程师：Chuck Ainlay；母带工程师：Gavin Lurssen （李·安·沃马克（英语：Lee Ann Womack）表演）
- 《What's Left Is Forever》
  - 录音工程师：Tchad Blake, Oyvind Jakobsen, Jo Ranheim, Itai Shapiro & David Way；母带工程师：Bernie Grundman （湯瑪斯·迪達（英语：Thomas Dybdahl）表演）

年度非古典类制作人
- 馬克斯·馬丁
  - 《Bang Bang》 （洁西 J、爱莉安娜·格兰德 & 妮琪·米娜）
  - 《Break Free》 （爱莉安娜·格兰德 feat. Zedd） 
  - 《黑马》 （凯蒂·派瑞 feat. Juicy J） 
  - 《Problem》 （爱莉安娜·格兰德 feat. 伊基·阿塞莉娅） 
  - 《通通甩掉》 （泰勒·斯威夫特）
  - 《無條件愛你》 （凯蒂·派瑞）
- 保罗·艾普伍斯（英语：Paul Epworth）
  - 《Pendulum》 （FKA Twigs）
  - 《Queenie Eye》 （保罗·麦卡特尼）
  - 《Road》 （保罗·麦卡特尼）
  - 《Save Us》 （保罗·麦卡特尼）
- 约翰·希尔（英语：John Hill (record producer)）
  - 《All You Never Say》 （Birdy）
  - 《Burning Gold》 （克里斯蒂娜·派瑞）
  - 《Can't Remember To Forget You》 （夏奇拉 feat. 蕾哈娜）
  - 《Goldmine》 （金貝拉（英语：Kimbra））
  - 《Guts Over Fear》 （Eminem feat. 希雅）
  - 《Strange Desire》 （歡樂看台（英语：Bleachers (band)））
  - 《Voices》 （立體視覺樂團（英语：Phantogram (band)））
  - 《Water Fountain》 （Tune-Yards）
- 傑·喬伊斯（英语：Jay Joyce）
  - 《About Last Night》 （潛藏祕探（英语：Sleeper Agent (band)））
  - 《It Goes Like This》 （托马斯·雷特）
  - 《Melophobia》 （困獸樂團（英语：Cage The Elephant））
  - 《Montibello Memories》 （Matrimony）
  - 《Mountains Of Sorrow, Rivers Of Song》 （阿莫斯·李（英语：Amos Lee））
  - 《The Outsiders》 （埃里克·彻奇）
- 格雷格·柯斯蒂（英语：Greg Kurstin）
  - 《Beating Heart》 （艾丽·高登）
  - 《Chandelier》 （希雅）
  - 《Double Rainbow》 （凯蒂·派瑞）
  - 《Gunshot》 （莉琦·李（英语：Lykke Li））
  - 《Money Power Glory》 （拉娜·德雷）
  - 《1000 Forms Of Fear》 （希雅）
  - 《Sheezus》 （莉莉·艾伦）
  - 《Wrapped In Red》 （凱莉·克萊森）

最佳非古典混音制作
- 《All of Me》 (Tiesto's Birthday Treatment Remix)
  - 混音：Tijs Michiel Verwest （约翰传奇演唱）
- 《Falling Out》 (Ming Remix)
  - 混音：MING（英语：Ming (DJ)） （Crossfingers feat. Danny Losito演唱）
- 《Pompeii》 (Audien Remix)
  - 混音：Audien （巴士底樂團演唱）
- 《The Rising》 (Eddie Amador Remix)
  - 混音：Eddie Amador （Five Knives演唱）
- 《Smile》 (Kaskade Edit)
  - 混音：Ryan Raddon （Galantis演唱）
- 《Waves》 (Robin Schulz Remix)
  - 混音：罗宾·舒尔茨 （Mr Probz演唱）

### 立体声制作类
最佳立体声专辑
- 《绝对碧昂丝》
  - 立体声混音工程师：Elliot Scheiner；立体声母带工程师：Tom Coyne；立体声制作人：碧昂丝·诺利斯 （碧昂丝表演）
- 《Beppe: Remote Galaxy》
  - 立体声混音工程师：Morten Lindberg；立体声母带工程师：Morten Lindberg；立体声制作人：Morten Lindberg （弗拉基米尔·达维多维奇·阿什肯纳齐与爱乐管弦乐团表演）
- 《Chamberland: The Berlin Remixes》
  - 立体声混音工程师：David Miles Huber；立体声母带工程师：David Miles Huber；立体声制作人：David Miles Huber （David Miles Huber表演）
- 《The Division Bell (20th Anniversary Deluxe Box Set)》
  - 立体声混音工程师：Damon Iddins & Andy Jackson；立体声母带工程师：Damon Iddins & Andy Jackson （平克·弗洛伊德表演）
- 《爱的史诗》
  - 立体声混音工程师：Hans-Jörg Maucksch；立体声母带工程师：Hans-Jörg Maucksch；立体声制作人：Günter Pauler （宋祖英、余隆与中国爱乐乐团表演）
- 《马勒：第2号交响曲 “复活”》
  - 立体声混音工程师：Michael Bishop；立体声母带工程师：Michael Bishop；立体声制作人：Elaine Martone（本杰明·赞德与爱乐管弦乐团表演）

### 古典制作类
最佳古典录音工程专辑
- 《沃恩·威廉斯：賜予我們平安；第4号交响曲；雲雀高飛》
  - 录音工程师：Michael Bishop；母带工程师：Michael Bishop （羅伯特·斯帕諾、諾曼·麥肯齊（英语：Norman Mackenzie (conductor)）、亚特兰大交响乐团与合唱团（英语：Atlanta Symphony Orchestra）表演）
- 《约翰·亚当斯：黑暗城市（英语：City Noir）》
  - 录音工程师：Richard King；母带工程师：Wolfgang Schiefermair （大衛·羅伯遜（英语：David Robertson (conductor)）与圣路易斯交响乐团表演）
- 《Adams, John Luther：Become Ocean》
  - 录音工程师：Dmitriy Lipay & Nathaniel Reichman；母带工程师：Nathaniel Reichman （路多维克·莫洛与西雅图交响乐团（英语：Seattle Symphony）表演）
- 《杜替耶：第1号交响曲；相隔如此遥远；时间阴影》
  - 录音工程师：Dmitriy Lipay；母带工程师：Dmitriy Lipay （路多维克·莫洛与西雅图交响乐团（英语：Seattle Symphony）表演）
- 《Riccardo Muti Conducts Mason Bates & Anna Clyne》
  - 录音工程师：David Frost & Christopher Willis；母带工程师：Tim Martyn （里卡多·穆蒂与芝加哥交响乐团表演）

年度古典制作人
- 朱蒂丝·舍曼（Judith Sherman）
  - 《Beethoven: Cello & Piano Complete》 （Fischer Duo）
  - 《Brahms By Heart》 （Chiara String Quartet）
  - 《Composing America》 （Lark Quartet）
  - 《Divergence》 （Plattform K + K Vienna）
  - 《The Good Song》 （Thomas Meglioranza）
  - 《Mozart & Brahms: Clarinet Quintets》 （Anthony McGill & Pacifica Quartet）
  - 《Snapshot》 （American Brass Quintet）
  - 《Two X Four》 （Jaime Laredo, Jennifer Koh, Vinay Parameswaran & Curtis 20/21 Ensemble）
  - 《Wagner Without Words》 （Llŷr Williams）
- 莫腾·林德伯格（英语：Morten Lindberg）
  - 《Beppe: Remote Galaxy》 （Vladimir Ashkenazy & Philharmonia Orchestra）
  - 《Dyrud: Out Of Darkness》 （Vivianne Sydnes & Nidaros Cathedral Choir）
  - 《Ja, Vi Elsker》 （Tone Bianca Sparre Dahl, Ingar Bergby, Staff Band Of The Norwegian Armed Forces & Schola Cantorum）
  - 《Symphonies Of Wind Instruments》 （Ingar Bergby & Royal Norwegian Navy Band）
- 迪米特里·利佩（Dmitriy Lipay）
  - 《Adams, John Luther: Become Ocean》 （Ludovic Morlot & Seattle Symphony）
  - 《Dutilleux: Symphony No. 1; Tout Un Monde Lointain; The Shadows Of Time》 （Ludovic Morlot & Seattle Symphony）
  - 《Fauré: Masques Et Bergamasques; Pelléas Et Mélisande; Dolly》 （Ludovic Morlot, Seattle Symphony Chorale & Seattle Symphony）
  - 《Hindemith: Nobilissima Visione; Five Pieces For String Orchestra》 （Gerard Schwarz & Seattle Symphony）
  - 《Ives: Symphony No. 2; Carter: Instances; Gershwin: An American In Paris》 （Ludovic Morlot & Seattle Symphony）
  - 《Ravel: Orchestral Works; Saint-Saëns: Organ Symphony》 （Ludovic Morlot & Seattle Symphony）
- 伊莱恩·马顿（Elaine Martone）
  - 《Hallowed Ground》 （Louis Langrée, Maya Angelou, Nathan Wyatt & Cincinnati Symphony Orchestra）
  - 《Mahler: Symphony No. 2 'Resurrection'》 （Benjamin Zander, Stefan Bevier, Philharmonia Chorus & Orchestra）
  - 《Sibelius: Symphonies Nos. 6 & 7; Tapiola》 （Robert Spano & Atlanta Symphony Orchestra）
  - 《Vaughan Williams: Dona Nobis Pacem; Symphony No. 4; The Lark Ascending》 （Robert Spano, Norman Mackenzie, Atlanta Symphony Orchestra & Chorus）
- 大衛·斯塔羅賓（英语：David Starobin）
  - 《All The Things You Are》 （Leon Fleisher）
  - 《Complete Crumb Edition, Vol. 16》 （Ann Crumb, Patrick Mason, James Freeman & Orchestra 2001）
  - 《Game Of Attrition - Arlene Sierra, Vol. 2》 （Jac Van Steen & BBC National Orchestra Of Wales）
  - 《Haydn, Beethoven & Schubert》 （Gilbert Kalish）
  - 《Mozart: Piano Concertos, No. 12, K. 414 & No. 23, K. 488》 （Marianna Shirinyan, Scott Yoo & Odense Symphony Orchestra）
  - 《Music Of Peter Lieberson, Vol. 3》 （Scott Yoo, Roberto Diaz, Steven Beck & Odense Symphony Orchestra）
  - 《Rochberg, Chihara & Rorem》 （Jerome Lowenthal）
  - 《Tchaikovsky: The Tempest, Op. 18 & Piano Concerto No. 1, Op. 23》 （Joyce Yang, Alexander Lazarev & Odense Symphony Orchestra）

### 古典类
最佳管弦乐演奏
- 《约翰·亚当斯：黑暗城市（英语：City Noir）》
  - 指挥：大衛·羅伯遜（英语：David Robertson (conductor)） （圣路易斯交响乐团演奏）
- 《杜替耶：第1号交响曲；相隔如此遥远；时间阴影》
  - 指挥：路多维克·莫洛 （西雅图交响乐团（英语：Seattle Symphony）演奏）
- 《德沃夏克：第8号交响曲；雅纳切克：耶奴发交响乐组曲》
  - 指挥：曼弗雷德·霍內克 （匹兹堡交响乐团（英语：Pittsburgh Symphony Orchestra）演奏）
- 《舒曼：第1-4号交响曲》
  - 指挥：西蒙·拉特尔 （柏林爱乐乐团演奏）
- 《西贝柳斯：第6 & 7号交响曲；塔皮奥拉》
  - 指挥：罗伯特·斯帕诺 （亚特兰大交响乐团（英语：Atlanta Symphony Orchestra）演奏）

最佳歌剧唱片
- 《夏庞蒂埃：地狱里的奥菲欧》
  - 指挥：Paul O'Dette & Stephen Stubbs；主要独唱：Aaron Sheehan；制作人：Renate Wolter-Seevers （波士顿早期音乐节（英语：Boston Early Music Festival）室内乐团；波士顿早期音乐节声乐团）
- 《米约：L'Orestie D'Eschyle》
  - 指挥：Kenneth Kiesler；主要独唱：Dan Kempson, Jennifer Lane, Tamara Mumford & Brenda Rae；制作人：Tim Handley （密歇根大学打击乐团与密歇根大学交响乐团；密歇根大学室内合唱团、密歇根大学俄耳甫斯歌手、密歇根大学合唱团与密歇根大学合唱联盟）
- 《拉莫：希波呂托斯與阿里西埃》
  - 指挥：William Christie；主要独唱：Sarah Connolly, Stéphane Degout, Christiane Karg, Ed Lyon & Katherine Watson；制作人：Sébastien Chonion （启蒙时代管弦乐团（英语：Orchestra of the Age of Enlightenment）；格莱德伯恩（英语：Glyndebourne）合唱团）
- 《勋伯格：摩西与亚伦》
  - 指挥：Sylvain Cambreling；主要独唱：Andreas Conrad & Franz Grundheber；制作人：Reinhard Oechsler （西南德广播交响乐团（英语：Southwest German Radio Symphony Orchestra）；歐洲歌唱學院）
- 《施特劳斯：厄勒克特拉》
  - 指挥：克里斯蒂安·蒂勒曼；主要独唱：Evelyn Herlitzius, Waltraud Meier, René Pape & Anne Schwanewilms；制作人：Magdalena Herbst （德累斯顿萨克森国立乐团；德累斯顿萨克森国立歌剧院合唱团）

最佳合唱表演
- 《The Sacred Spirit Of Russia》
  - 指挥：Craig Hella Johnson （Conspirare）
- 《巴赫：马太受难曲》
  - 指挥：René Jacobs （Werner Güra & Johannes Weisser；柏林古乐学会乐团；柏林RIAS室內合唱團与柏林國立大教堂合唱團）
- 《Dyrud: Out Of Darkness》
  - 指挥：Vivianne Sydnes （Erlend Aagaard Nilsen & Geir Morten Øien；Sarah Head & Lars Sitter；尼达洛斯主教座堂唱诗班）
- 《霍尔斯特：第一合唱交响曲；神秘小號手》
  - 指挥：Andrew Davis；合唱指挥：Stephen Jackson （Susan Gritton；BBC交响乐团；BBC交响乐合唱团）
- 《莫扎特：d小調安魂彌撒曲》
  - 指挥：John Butt （Matthew Brook, Rowan Hellier, Thomas Hobbs & Joanne Lunn; Dunedin Consort）

最佳室内乐/小团体表演
- 《In 27 Pieces - The Hilary Hahn Encores》 - 希拉里·哈恩与Cory Smythe
- 《Dreams & Prayers》 - 大卫·克拉克尔（英语：David Krakauer）与A Far Cry（英语：A Far Cry）
- 《马尔蒂努：第1-3大提琴协奏曲》 - 史蒂芬·伊瑟利斯（英语：Steven Isserlis）与奥利·穆斯托宁（英语：Olli Mustonen）
- 《Partch: Castor & Pollux》 - Partch
- 《Sing Thee Nowell》 - 紐約複音之聲（英语：New York Polyphony）

最佳古典器乐独奏
- 《Play》
  - 杰森·維奧克斯（英语：Jason Vieaux）
- 《All The Things You Are》
  - 莱昂·弗莱舍
- 《The Carnegie Recital》
  - 丹尼尔·特里福诺夫
- 《杜替耶：相隔如此遥远》
  - Xavier Phillips；指挥：路多维克·莫洛 （西雅图交响乐团（英语：Seattle Symphony））
- 《Toccatas》
  - Jory Vinikour（英语：Jory Vinikour）

最佳古典声乐独唱专辑
- 《Douce France》
  - 安妮·索菲·冯·奥特；伴奏：Bengt Forsberg （Carl Bagge, Margareta Bengston, Mats Bergström, Per Ekdahl, Bengan Janson, Olle Linder & Antoine Tamestit）
- 《Porpora: Arias》
  - 费利佩·雅洛斯基；指挥：Andrea Marcon （切奇莉亚·巴托莉；威尼斯巴洛克管弦乐团）
- 《舒伯特：美麗的磨坊女》
  - Florian Boesch；伴奏：Malcolm Martineau
- 《Stella Di Napoli》
  - 乔伊斯·迪多纳托（英语：Joyce DiDonato）；指挥：Riccardo Minasi （里昂国立歌剧院合唱团；里昂國立歌劇院）
- 《Virtuoso Rossini Arias》
  - 劳伦斯·布朗利（英语：Lawrence Brownlee）；指挥：Constantine Orbelian （考那斯市交响乐团）

最佳古典简编
- 《Partch: Plectra & Percussion Dances》
  - Partch；制作人：John Schneider
- 《Britten To America》
  - 指挥：杰弗里·斯基德莫尔（英语：Jeffrey Skidmore）；制作人：Colin Matthews
- 《Mieczysław Weinberg》
  - Giedrė Dirvanauskaitė, Daniil Grishin, 基東·克雷默 & 丹尼尔·特里福诺夫；制作人：Manfred Eicher
- 《Mike Marshall & The Turtle Island Quartet》
  - 邁克·馬歇爾（英语：Mike Marshall (musician)）與龟岛四重奏（英语：Turtle Island Quartet）；制作人：Mike Marshall
- 《The Solent - Fifty Years Of Music By Ralph Vaughan Williams》
  - 指挥：保羅·丹尼爾（英语：Paul Daniel）；制作人：Andrew Walton

最佳当代古典乐作曲
- 《Adams, John Luther: Become Ocean》
  - 作曲：約翰·路德·亞當斯（英语：John Luther Adams） （路多维克·莫洛与西雅图交响乐团）
- 《Clyne, Anna: Prince Of Clouds》
  - 作曲：安娜·克萊恩（英语：Anna Clyne） （Jaime Laredo, Jennifer Koh, Vinay Parameswaran & Curtis 20/21 Ensemble）
- 《Crumb, George: Voices From The Heartland》
  - 作曲：乔治·克拉姆（英语：George Crumb） （Ann Crumb, Patrick Mason, James Freeman & Orchestra 2001）
- 《Paulus, Stephen: Concerto For Two Trumpets & Band》
  - 作曲：斯蒂芬·包路斯（英语：Stephen Paulus） （Eric Berlin, Richard Kelley, James Patrick Miller与马萨诸塞大学阿默斯特分校管乐团）
- 《Sierra, Roberto: Sinfonía No. 4》
  - 作曲：羅伯特·西雅拉（英语：Roberto Sierra） （Giancarlo Guerrero与纳什维尔交响乐团）

### 音乐录影带/音乐电影类
最佳音乐录像带
- 《Happy》 - 法瑞尔·威廉姆斯
  - 影片导演：We Are From LA；影片制作人：Kathleen Heffernan, Roman Pichon Herrera, Jett Steiger & Cedric Troadec
- 《We Exist》 - 拱廊之火
  - 影片导演：David Wilson；影片制作人：Jason Baum
- 《Turn Down for What》 - DJ Snake & Lil Jon
  - 影片导演：Daniel Kwan & Daniel Scheinert；影片制作人：Judy Craig, Jonathan Wang, Candance Ouaknine & Bryan Younce
- 《Chandelier》 - 希雅
  - 影片导演：希雅·富勒 & Daniel Askill；影片制作人：Jennifer Heath
- 《The Golden Age》 - 木童（英语：Woodkid） feat. 麦克斯·里奇尔（英语：Max Richter）
  - 影片导演：Chis Clayton & Yoann Lemoine；影片制作人：Roman Pichon Herrera, Christine Miller, Susan Porche & Annabel Rosier

最佳音乐电影
- 《20 Feet From Stardom》 – Darlene Love, Merry Clayton, Lisa Fischer & Judith Hill
  - 影片导演：Morgan Neville；影片制作人：Gil Friesen & Caitrin Rogers
- 《Beyoncé & Jay Z: On The Run Tour》 – 碧昂丝 & Jay Z
  - 影片导演：Jonas Åkerlund；影片制作人：Svana Gisla
- 《鬼故事》 – 酷玩乐队
  - 影片导演：Paul Dugdale；影片制作人：Jim Parsons
- 《Metallica Through The Never》 – 金属乐队
  - 影片导演：Nimród Antal；影片制作人：Adam Ellison & Charlotte Huggins
- 《The Truth About Love Tour: Live From Melbourne》 – 粉红佳人
  - 影片导演：Larn Poland；影片制作人：Roger Davies

## 特别奖
MusiCares年度人物
- 鲍勃·迪伦

终身成就奖
- 比吉斯
- 皮埃尔·布莱兹
- 巴迪·盖伊
- 乔治·哈里森
- 弗拉格·吉梅内斯（英语：Flaco Jiménez）
- The Louvin Brothers（英语：The Louvin Brothers）
- 韦恩·肖特

理事奖
- 理查德·佩里（英语：Richard Perry）
- Barry Mann & Cynthia Weil
- George Wein